# Miaoqiao
Miaoqiao (kinesiska: 苗桥, 苗桥乡) är en socken i Kina. Den ligger i provinsen Henan, i den centrala delen av landet, omkring 290 kilometer öster om provinshuvudstaden Zhengzhou. Antalet invånare är 28 722. Befolkningen består av 13 852 kvinnor och 14 870 män. Barn under 15 år utgör 22,0 %, vuxna 15-64 år 64 %, och äldre över 65 år 12,0 %.
Genomsnittlig årsnederbörd är 1 070 millimeter. Den regnigaste månaden är juli, med i genomsnitt 212 mm nederbörd, och den torraste är januari, med 14 mm nederbörd.